# Aeaea (geslacht)
Aeaea is een geslacht van Vlinders uit de familie Prachtmotten (Cosmopterigidae).

## Soorten
- A. dulcedo Hodges, 1964
- A. extensa (Braun, 1919)
- A. juvantis Hodges, 1964
- A. ostryaeella Chambers, 1874
- A. placatrix Hodges, 1969
- A. rhynchosiae Hodges, 1964
- A. risor Hodges, 1964
- A. sagana Hodges, 1964
- A. stipator Hodges, 1964
- A. venatrix Hodges, 1964
- A. venifica Hodges, 1964
- A. victor Hodges, 1964